# Nærøysund
Nærøysund est une commune norvégienne située dans le comté de Trøndelag. Elle fait partie de la région de Fosen et a été formée par la fusion des communes de Vikna et Nærøy le 1er janvier 2020.

## Géographie
Située dans le centre du pays, Nærøysund s'étend sur un territoire de 1 346 km2 qui comprend une partie continentale à l'est, prolongée à l'ouest par la péninsule de Kvingla et un archipel d'environ 6 000 îles dont les principales sont Inner-Vikna, Mellom-Vikna et Ytter-Vikna.